# Zalesie Górne
Zalesie Górne (prononciation : [zaˈlɛɕɛ ˈɡurnɛ]) est un village polonais de la gmina de Piaseczno dans le powiat de Piaseczno de la voïvodie de Mazovie dans le centre-est de la Pologne.
Il se situe à environ 3 kilomètres au sud-est de Piaseczno (siège du powiat) et à 19 kilomètres au sud de Varsovie (capitale de la Pologne).
Le village compte approximativement une population de 3171 habitants en 2013.

## Histoire
De 1975 à 1998, le village appartenait administrativement à la voïvodie de Varsovie.